# Nicola Marinangeli
Nicola Marinangeli (Foligno, 14 de maio de 2003) é um automobilista italiano que atualmente compete no Campeonato de Fórmula 3 da FIA com a equipe AIX Racing.

## Carreira

### Fórmula Renault
Marinangeli foi contratado pela Bhaitech Racing para disputar a temporada final da Eurocopa de Fórmula Renault realizada em 2020. Seus dois companheiros de equipe o venceriam no campeonato, onde o italiano marcou apenas um ponto.

### Fórmula Regional
Em 2020, Marinangeli também fez sua estreia no Campeonato de Fórmula Regional Europeia pela equipe KIC Motorsport em Ímola. Nas cinco corridas em que disputou o italiano somou seis pontos, o que lhe permitiu terminar em 17º e último lugar no campeonato de pilotos.
Ele se juntou à Arden Motorsport para a disputa da temporada de 2021, em parceria com Alex Quinn e William Alatalo. Apesar de terminar regularmente entre os vinte primeiros, Marinangeli não conseguiu chegar aos pontos nenhuma vez durante a temporada, o que o levou ao 30º lugar na classificação final da temporada.

### Eurofórmula Open
Em fevereiro de 2022, Marinangeli foi anunciado pela equipe neerlandesa Van Amersfoort Racing como um de seus pilotos para a temporada da Eurofórmula Open daquele ano.

### Fórmula 3
Marinangeli testou para a equipe Charouz Racing System nos dois últimos dias de testes de pós-temporada do Campeonato de Fórmula 3 da FIA em novembro de 2021.
Em 17 de fevereiro de 2025, foi confirmado que Marinangeli faria sua estreia na Fórmula 3 na temporada de 2025, após um período fora das corridas de monopostos, pilotando pela equipe AIX Racing.